# محمد بلال بن علجية
محمد بلال بن علجية (موليد 23 أغسطس 1988) هو لاعب كرة قدم جزائري يلعب كلاعب خط وسط لفريق اتحاد كرة القدم الأمريكي بلعباس في الرابطة الجزائرية المحترف 1.

## روابط خارجية
- محمد بلال بن علجية على موقع قاعدة بيانات كرة القدم.إي يو (الإنجليزية)
- محمد بلال بن علجية على موقع Soccerway.com (الإنجليزية)